# Blind Willie Johnson
"Blind" Willie Johnson (22 de enero de 1897 - 18 de septiembre de 1945) fue un cantante y guitarrista estadounidense cuyo estilo musical combinó tanto el blues como los espirituales; así mismo, en sus letras se pueden encontrar elementos sacros y de blues tradicional. Entre los músicos, es considerado como uno de los mejores intérpretes de la slide guitar, así como una de las personalidades más reverenciadas de la música góspel en el periodo de la Gran Depresión. Su música se caracteriza por el sonido profundo, similar al de un bajo, que producen sus pulgares y su voz.

## Biografía
"Blind" Willie Johnson nació en 1897 cerca de Brenham, Texas (anteriormente al descubrimiento de su certificado de defunción, se creía que nació en Temple, Texas). Su madre falleció cuando Blind aún era muy joven, volviéndose a casar su padre al poco tiempo.
Se piensa que Willie Johnson se casó en dos ocasiones, la primera de ellas con una mujer que tenía el mismo nombre que él, Willie B. Harris, y posteriormente con una joven cantante llamada Angeline Johnson, hermana del guitarrista de blues L.C. Robinson (no obstante, aún no se han descubierto los certificados de matrimonio). Las primeras investigaciones en la biografía de Johnson, realizadas por Samuel Charters, llevaron a la conclusión de que Angeline era la persona que cantaba en las grabaciones del artista; posteriores investigaciones demostraron que en realidad fue la primera mujer de Johnson.
Johnson no nació ciego, y a pesar de que no se sabe realmente cómo perdió la vista, Angeline Johson relató a Samuel Charters: "Cuando Willie tenía siete años, su padre pegó a su madrastra al encontrarla con otro hombre; la madrastra cogió lejía y se la tiró a la cara del joven Willie".
Johnson permaneció en la pobreza hasta su muerte, predicando y cantando en las calles de Beaumont, Texas, a cualquiera que quisiera escucharle. En 1945, la casa de Johnson se quemó, por lo que el músico terminó viviendo en las ruinas de la misma y durmiendo en una cama mojada, hasta que falleció debido a una neumonía (a pesar de ello, el certificado de defunción indica que la causa de la muerte fue debida a malaria junto a sífilis). En una entrevista posterior, su mujer relató que intentó llevarle a un hospital pero que le fue denegada la entrada al mismo debido a la ceguera de su marido.

## Carrera musical
Johnson aprendió rápidamente a tocar la guitarra de doce cuerdas, dejándole su padre en las esquinas de las calles para que cantara y consiguiera dinero. Existe una historia acerca del arresto de Johnson por estar a punto de iniciar una revuelta en los juzgados de Nueva Orleans, al interpretar la canción "If I Had My Way I'd Tear the Building Down"; según Samuel Charters, el arresto se debió a que cantó delante de los juzgados y fue escuchado por un policía, el cual malinterpretó la letra de la canción creyendo que incitaba a una revuelta.
Johnson realizó 30 grabaciones musicales en cinco sesiones de grabación separadas, de 1927 a 1930, para la compañía discográfica Columbia Records; en algunas de estas grabaciones, Johnson utiliza un estilo rápido con púa, mientras que en otra toca la slide guitar. Algunas de las grabaciones más famosas de Johnson incluyen la interpretación de una canción famosa de góspel, "Let Your Light Shine On Me", así como "Dark Was The Night, Cold Was The Ground", canción que trata acerca de la crucifixión de Jesús.
En 14 de estas grabaciones le acompañan bien Willie B. Harris o una voz femenina que no se ha podido identificar; algunas de estas grabaciones son "Church I'm Fully Saved Today", "John the Revelator", "You'll Need Somebody on Your Bond" y "Keep Your Lamp Trimmed and Burning".

## Legado
La música de Johnson han influido a una gran cantidad de artistas posteriores, realizando versiones de algunas de sus canciones músicos como Led Zeppelin (grupo que incluyó una foto de Johnson en su segundo disco), Bob Dylan, The 77s, Beck, Phil Keaggy y The White Stripes, los cuales han versionado la canción "John the Revelator"; artistas del delta blues, como Son House y Fred McDowell, también grabaron versiones de canciones de Johnson.
La canción de Johnson "If I Had My Way I'd Tear the Building Down" fue grabada por el grupo Peter, Paul and Mary, la cual se renombró posteriormente a "Samson and Delilah" (canción que solía interpretar Grateful Dead en sus conciertos y que también grabó Gary Davis). Otra canción de Johnson, "Nobody's Fault But Mine", ha sido versionada por Mason Jennings en varias ocasiones, contando con arreglos posteriores por Led Zeppelin.
En el año 2003, la compañía discográfica Deep Sea Records publicó un disco compacto titulado Dark was the Night en el cual artistas como Martin Simpson, Gary Lucas, Mary Margaret O'Hara y Jody Stecher rinden tributo a "Blind" Willie Johnson.
La canción de Johnson "Dark Was The Night, Cold Was The Ground" fue incluida en uno de los discos de oro, el cual fue enviado al espacio en 1977 en la sonda espacial Voyager, siendo utilizada por este motivo en la serie científica de Carl Sagan Cosmos: A Personal Voyage en 1980. Esta canción se utilizó en The Devil's Rejects, película sobre un asesino en serie realizada por el músico de rock and roll Rob Zombie. La canción también suena en el final de «The Warfare of Genghis Khan» (Episodio 13 de la Temporada 5 de "The West Wing"). Precisamente, en ese episodio, el personaje de Josh Lyman, asesor político del presidente Bartlet, cuenta la historia de la canción y de Blind Willie Johnson.